# Open 2370 dartstornooi

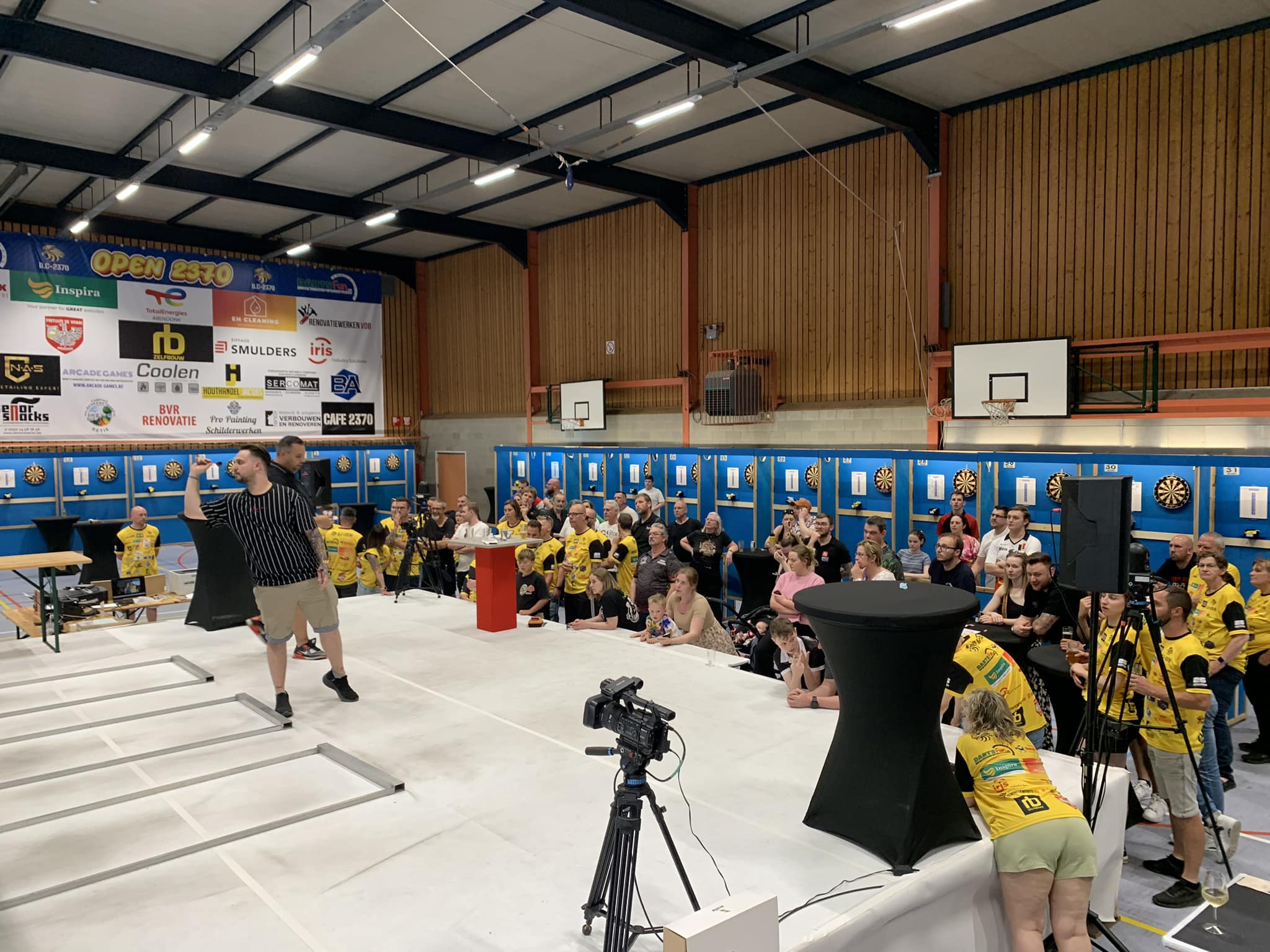
Finale Open 2370 op 12 mei 2024 tussen Brian Raman en Jermaine Wattimena.

Open 2370 is een jaarlijks dartstoernooi dat sinds 2023 wordt georganiseerd door D.C-2370 in de Bemdhal in Arendonk, België. Het toernooi trekt deelnemers uit België en buurlanden en omvat verschillende categorieën voor zowel jeugd als volwassenen.

## Geschiedenis
De eerste editie van Open 2370 vond plaats op 13 en 14 mei 2023. Het evenement werd opgezet door D.C-2370, een dartsclub die voortkomt uit dartsactiviteiten in café Angèle in Arendonk. 
Ongeveer duizend spelers namen deel aan de openingseditie, die werd georganiseerd met een prijzenpot van €12.500. De tweede editie volgde op 11 en 12 mei 2024 en telde 755 deelnemers. De derde editie vond plaats op 7 en 8 juni 2025. 
De vierde editie staat gepland voor 9 en 10 mei 2026.

## Opzet en categorieën

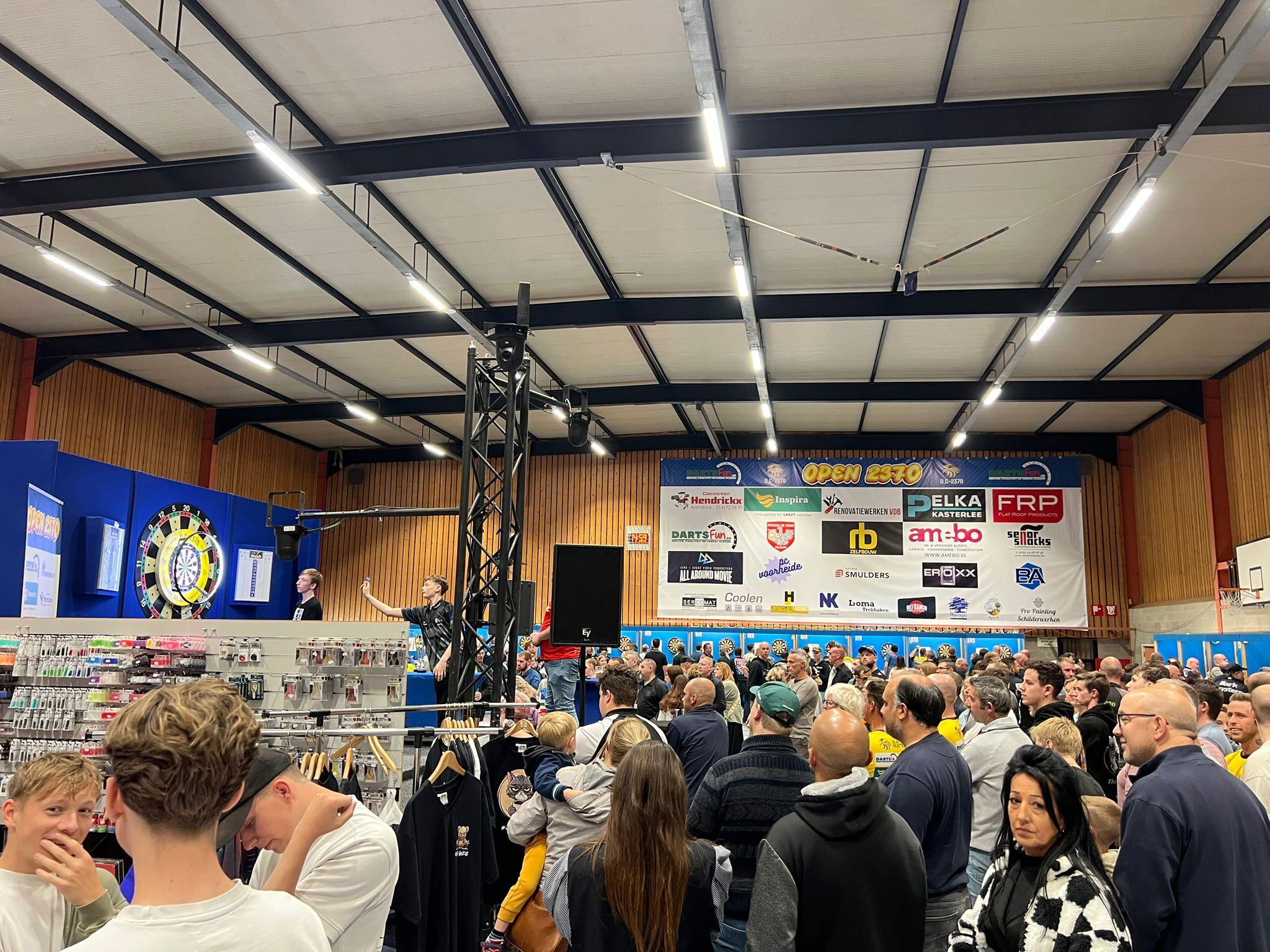
Lex Paeshuyse op het podium van Open 2370 - 8 juni 2025

Het toernooi wordt gespeeld volgens een poulesysteem met A- en B-rondes, waardoor deelnemers meerdere wedstrijden kunnen spelen. Er zijn verschillende categorieën voorzien, waaronder:
- Jeugd U12 en U18
- G-Darts (voor spelers met een beperking)
- Koppeltornooien (heren en dames)
- Heren en dames singles

Het G-Darts-toernooi is erkend binnen de Belgische ranking.

## Prijzen
De prijzenpot varieert per categorie, met hoofdprijzen zoals:
- €1.500 voor de winnaar van het heren singles-toernooi
- €750 voor de winnaar van het dames singles-toernooi
- €200 waardebonnen voor jeugdwinnaars
- €400 voor het winnende koppel in het koppeltornooi

## Locatie
Het toernooi wordt gehouden in de Bemdhal, gelegen aan Diepenbeemd 14 in Arendonk. De organisatie is in handen van de dartsclub D.C-2370.

## Winnaars
| Categorie          | Winnaar                             |
| ------------------ | ----------------------------------- |
| Jeugd U12          | Michael Descheemaecker              |
| Jeugd U18          | Robbe Dasseville                    |
| G-Darts Standing   | Andrew De Cock                      |
| G-Darts Wheelchair | Vincent D'Hondt                     |
| Dames Koppel       | Patricia De Peuter & Dana Verhaegen |
| Koppel             | Ronny Huybrechts & Robbie Knops     |
| Dames Singles      | Patricia De Peuter                  |
| Heren Singles      | Niels Zonneveld                     |

| Categorie     | Winnaar                             |
| ------------- | ----------------------------------- |
| Jeugd U12     | Michael Descheemaecker              |
| Jeugd U18     | Senne Aerts                         |
| G-Darts       | Vincent D'Hondt                     |
| Dames Koppel  | Patricia De Peuter & Dana Verhaegen |
| Koppel        | Berry Van Peer & Damian Mol         |
| Dames Singles | Anca Zijlstra                       |
| Heren Singles | Jermaine Wattimena                  |

| Categorie     | Winnaar                             |
| ------------- | ----------------------------------- |
| Jeugd U12     | Emiel Claes                         |
| Jeugd U18     | Quinn Sneeboer                      |
| G-Darts       | Patrick Lemmens                     |
| Dames Koppel  | Patricia De Peuter & Dana Verhaegen |
| Koppel        | Kim Huybrechts & Ronny Huybrechts   |
| Dames Singles | Lerena Rietbergen                   |
| Heren Singles | Mario Vandenbogaerde                |